# 歌のビッグステージ (NHK総合)
『歌のビッグステージ』（うたのビッグステージ）は、1980年4月8日から1981年3月31日までNHK総合テレビで放送された音楽番組である。放送時間は毎週火曜 20:00 - 20:50（JST）。

## 概要
『花のステージ』の後を受けてスタートした歌謡曲・演歌系の音楽番組で、NHKホールからの公開歌謡ショー形式で行われていた。『花のステージ』は水曜20時台→木曜20時台に放送されていたが、この『歌のビッグステージ』からは火曜20時台での放送となった。

## 出演者
司会
- 松平定知
- 喜多条忠 - 1980年9月30日放送分をもって降板。

アシスタント
- ザ・チェリーズ

## 番組の構成
第1部は「今週の歌謡レーダー」。全国のNHK54局（当時。基本的に各局の『FMリクエストアワー』へのリクエストデータが使用されていた）を通して集計された「全国人気曲ランキング」に基づき、ゲスト歌手が当時ヒットしていた歌を披露していた。また、各地方で話題の歌や情報も伝えていた。
第2部は「歌謡パレード」で、ゲスト歌手が持ち歌を歌唱。また、ゲスト歌手の1人にスポットを当て、その歌手がデビュー曲や出世曲などを歌っていた。